# La Maleta
Pour plus de détails, voir Fiche technique et Distribution.
La Maleta (Objetos) est un thriller policier hispano-argentino-allemand réalisé par Jorge Dorado, sorti en 2022.

## Synopsis
Mario, employé dans un bureau d'objets trouvés en Espagne, aime réparer et remettre les objets perdus à ses légitimes propriétaires.
Un jour, la police lui remet une mallette verrouillée, trouvée après le nettoyage d'un canal. Après l'avoir ouverte, le jeune homme trouve un squelette de bébé, accompagné de ses affaires.
La police, convaincue qu'il s'agit de l'enfant d'une prostituée, referme rapidement l'enquête. Mario, incapable de tourner la page, se lance alors à la recherche de la mère de cet enfant.

## Fiche technique
Sauf indication contraire, les informations mentionnées dans cette section peuvent être confirmées par les bases de données cinématographiques IMDb et Allociné,  présentes dans la section « Liens externes ».
- Titre original : Objetos
- Réalisation : Jorge Dorado
- Scénario : Natxo López
- Musique : Eric Claus Kuschevatzky
- Décors : Curru Garabal
- Costumes : Clara Bilbao
- Photographie : David Acereto
- Montage : Carlos Egea et Pablo Zumárraga
- Son : Juan Ferro et Nicolas de Poulpiquet
- Production : Augustin Bossi, Pablo Bossi, Fernanda del Nido et Johannes Rexin
  - Producteur délégué : Cristina Zumárraga
- Sociétés de production : Tandem Films et Setembro Cine
- Sociétés de distribution : KMBO
- Pays de production :  Espagne,  Argentine et  Allemagne
- Langue originale : espagnol
- Format : couleur — 2,35:1
- Genre : Thriller policier
- Durée : 108 minutes
- Dates de sortie :
  - Espagne :
    - 28 septembre 2022 (Madrid)
    - 30 septembre 2022 (en salles)

  - Allemagne : 12 janvier 2023
  - France : 
    - 8 avril 2023 (Reims)
    - 24 mai 2023 (en salles)

  - Argentine : 18 mai 2023
- Classification :
  - France : Tout public avec avertissement lors de sa sortie en salles mais déconseillé aux moins de 12 ans à la télévision.

## Distribution
Sauf indication contraire ou complémentaire, les informations mentionnées dans cette section proviennent du générique de fin de l'œuvre audiovisuelle présentée ici.
- Álvaro Morte (VFB : Sébastien Hébrant) : Mario
- Verónica Echegui (VFB : Maia Baran) : Helena
- María Eugenia Suárez (VFB : Séverine Cayron) : Sara
- Daniel Aráoz (es) (VFB : Jean-Michel Vovk) : Ochoa
- Pepa Gracia (VFB : Myriem Akheddiou) : Dolores
- Andy Gorostiaga (es) (VFB : Maxime Donnay) : Tom
- Maitane San Nicolás : Ana
- Selva Alemán (es) (VFB : Carine Seront) : Emmeline
- Zorion Eguileor (es) (VFB : Benoît van Dorslaer) : Andrés

Version française dirigée par Alexandra Correa au studio C You Soon (Belgique), d'après une adaptation des dialogues d'Hélène Grisvard.

## Accueil

### Accueil critique
En France, le site Allociné donne la note de 2⁄5, après avoir recensé et interprété 9 critiques de presse.
Pour Stéphanie Belpêche (Le Journal du dimanche), « Ce film espagnol a le mérite de lever le voile sur un métier méconnu à travers l’enquête du personnage, qui s’est donné pour mission de restituer leurs biens aux propriétaires. En dépit de son flagrant manque de crédibilité, le scénario tient en haleine à mesure qu’on s’enfonce dans les bas-fonds de la ville et de l’âme. Plaisir coupable. ».
Jean-François Rauger (Le Monde) ne semble pas très emballé par le film. Pour lui, seule « la dernière partie du film, qui bascule dans l’atroce, vient apporter une touche de réflexion politique sur ce que l’on pourrait désigner comme une nouvelle manière d’exploitation du tiers-monde. ».
Nicolas Schaller se montre très incisif à l'encontre du film qu'il juge « pas mieux qu’une mauvaise production Netflix ». Pourtant, les « ingrédients sont là – femme fatale, réseau de prostitution et ordure XL –, mais prémâchés par un scénario invraisemblable, un romantisme de pacotille et une mise en scène risible. ». Le critique conseille plutôt de visionner des films type Pulp fiction ou En quatrième vitesse.
Film « cliché », selon Marie Sauvion (Télérama) avec un scénario peu original mais à l'« idée mélancolique (...) découle un sinistre imbroglio, invraisemblable de bout en bout, qui permet à Álvaro Morte, le fameux Professeur de la série La casa de papel, d’en faire des tonnes en anti-héros désespéré. ».

### Box-office
Pour son premier jour d'exploitation en France, La Maleta a réalisé 2 797 entrées, dont 781 en avant-premières, pour un total de 453 séances proposées. En comptant pour ce premier jour les avant-premières, le film se positionne en cinquième place du box-office des nouveautés pour sa journée de démarrage, derrière Les Chevaliers du Zodiaque (5 281) et devant Face cachées (908).
Au bout d’une première semaine d’exploitation dans les salles françaises, le long-métrage totalise 16 793 entrées, pour une douzième place au box-office hebdomadaire, derrière Je verrai toujours vos visages (20 246) et devant L'Arbre à vœux (15 693).

## Distinction
- Reims Polar 2023 : sélection en compétition